# Emilio Olabarría
Emilio Olabarría Muñoz (Bilbao, Vizcaya, 2 de abril de 1955) es un jurista y político español, miembro del Partido Nacionalista Vasco.

## Biografía
Licenciado en Derecho por la Universidad de Deusto, de la que es profesor, es funcionario de la administración autónoma de Euskadi. Fue diputado al Parlamento Vasco en 1980 -primeras elecciones autonómicas tras la aprobación del Estatuto de Guernica-, 1984 y 2001. 
A propuesta del PNV, en 1996 fue elegido Vocal del Consejo General del Poder Judicial por el Congreso de los Diputados. 
Fue también diputado al Congreso por la provincia de Álava en las legislaturas III, IV, V y en 2004, siendo elegido miembro de la Comisión de Investigación de los atentados del 11 de marzo en Madrid. 
Ha participado en nombre de los parlamentarios españoles en varias delegaciones internacionales en África, Europa y América del Sur. En 2006 era portavoz del Grupo Parlamentario Vasco.[actualizar]